# Phellopsis chinensis
Phellopsis chinensis là một loài bọ cánh cứng trong họ Zopheridae. Loài này được Semenov-Tian-Shanskij miêu tả khoa học năm 1893.